# Platja de Grifeu
La Platja de Grifeu és una platja urbana del municipi de Llançà (Alt Empordà) formada per sorres, graves i còdols. Té una llargada de 160 metres i una amplada de 34 metres, amb sorra de gra mitjà i un pendent d'entrada a l'aigua molt fort. Limita a nord i a sud amb dos trams de roquissar,
Entres d'altres equipaments, hi ha l'Hotel Grifeu, a peu de platja, S'hi pot arribar des de la carretera N-260 o bé a peu des de Llançà tot seguint el camí de ronda existent. Igual que en d'altres indrets, l'aplicació de la Llei de Costes de la dècada dels 80 i la urbanització del passeig marítim va portar a diversos problemes.
Aquesta platja ha donat nom a l'històric Club de Bàsquet Grifeu de Llançà.
El poeta Josep Palau i Fabre es va instal·lar a Grifeu el 1962, encara que més endavant va compartir la seva residència amb Barcelona.
L'Agència Catalana de l'Aigua efectua un control setmanal de la qualitat de l'aigua, durant la temporada de bany, amb el resultat d'excel·lent. Està guardonada amb la Bandera Blava, que reconeix internacionalment la qualitat de l'aigua i serveis.